# Полка
Полка је живахан централноевропски плес, који је популаран широм Европе и Америке. Настао је половином деветнаестог века у данашњој Чешкој и присутан је и данас у Литванији, Чешкој, Пољској, Хрватској, Словенији, Немачкој, Аустрији, Мађарској, Италији, Украјини, Белорусији, Русији и Словачкој. Неки варијетети постоје у нордијским земљама, Британији и Мексику.
Полка је народна игра-плес ведрог карактера, живог-бржег темпа, писана у дводелном такту. Има наглашене ритмичке фигуре. Као народна игра имала је облик кола а под називом полка сусреће се у првој четвртини 19. века. У 19 веку се брзо проширила као салонска игра парова и била је прилично популарна. Између осталих плесова такође је и полка представљала облик вида забаве аристократије на дворовима. У уметничку музику ову народну игру увео је Б. Сметана (чешки композитор) а после њега налази се и у делима других познатих композитора, као што су: А. Дворжак, З. Фибицх, И. Стравински као и Јохан Штраус старији и млађи и многи други.
Назив долази од чешке речи пулка, што значи мала половина, што се односи на кратке полу-кораке који се користе у плесу. Сличност са речју полка, која на чешком значи Пољакиња, дала је коначну верзију назива, која често наводи људе на мисао да је Пољска земља из које је полка потекла.